# Aloe gilbertii
Aloe gilbertii é uma espécie de liliopsida do gênero Aloe, pertencente à família Asphodelaceae.